# Ski nautique aux Jeux mondiaux de 2013
Navigation
Kaohsiung 2009 Wrocław 2017
Les épreuves de ski nautique et Wakeboard des Jeux mondiaux de 2013 ont lieu du 29 juillet au 1er août 2013 à Cali (Colombie).

## Podiums

### Hommes
| Épreuves  | Or                             | Argent                        | Bronze                      |
| --------- | ------------------------------ | ----------------------------- | --------------------------- |
| Slalom    | Italie Thomas Degasperi (en)   | Nouvelle-Zélande Aaron Larkin | Suède Karl Johan Efverstrom |
| Figure    | Biélorussie Aliaksei Zharnasek | Italie Nicholas Benatti       | Canada Jason McClintock     |
| Saut      | Royaume-Uni Damien Sharman     | Chili Rodrigo Miranda (it)    | Russie Igor Morozov         |
| Wakeboard | États-Unis Andrew Adkison      | Japon Toshiki Yasui           | Russie David O'Caoimh       |

### Femmes
| Épreuves  | Or                             | Argent                          | Bronze                                 |
| --------- | ------------------------------ | ------------------------------- | -------------------------------------- |
| Slalom    | États-Unis Regina Jaquess (en) | Canada Whitney McClintock (en)  | France Claire-Lise Welter              |
| Figure    | France Clémentine Lucine       | États-Unis Erika Lang           | Australie Michale Briant               |
| Saut      | États-Unis Regina Jaquess (en) | États-Unis Marie Vympranietsova | Canada Whitney McClintock (en)         |
| Wakeboard | Chine Han Qiu                  | Royaume-Uni Charlotte Bryant    | Mexique Larisa Aminta Morales Gonzalez |

## Tableau des médailles
| Rang  | Nation           | Or | Argent | Bronze | Total |
| ----- | ---------------- | -- | ------ | ------ | ----- |
| 1     | États-Unis       | 3  | 2      | 0      | 5     |
| 2     | Italie           | 1  | 1      | 0      | 2     |
| 2     | Grande-Bretagne  | 1  | 1      | 0      | 2     |
| 4     | France           | 1  | 0      | 1      | 2     |
| 5     | Biélorussie      | 1  | 0      | 0      | 1     |
| 5     | Chine            | 1  | 0      | 0      | 1     |
| 7     | Canada           | 0  | 1      | 2      | 3     |
| 8     | Nouvelle-Zélande | 0  | 1      | 0      | 1     |
| 8     | Chili            | 0  | 1      | 0      | 1     |
| 8     | Japon            | 0  | 1      | 0      | 1     |
| 11    | Russie           | 0  | 0      | 2      | 2     |
| 12    | Suède            | 0  | 0      | 1      | 1     |
| 12    | Australie        | 0  | 0      | 1      | 1     |
| 12    | Mexique          | 0  | 0      | 1      | 1     |
| TOTAL | TOTAL            | 8  | 8      | 8      | 24    |